# Merzligen
Merzligen (in einheimischer Mundart Meerzlige [ˈmeːɾʦlɪg̊ə]) ist ein Dorf mit eigener Einwohnergemeinde und Burgergemeinde im Verwaltungskreis Seeland des Schweizer Kantons Bern. Zur Gemeinde gehört auch der südliche Teil des Weilers St. Niklaus.

## Bevölkerung
Merzligen ist zu 91,48 % eine deutschsprachige Gemeinde. 6,1 % der Einwohner sind französischsprachig.

## Geographie
Die Nachbargemeinden von Norden beginnend im Uhrzeigersinn sind Bellmund, Jens BE, Kappelen BE und Hermrigen.

## Geschichte
Durch die Ebene östlich des Dorfs entlang der Grenze zu Kappelen führte die Römerstrasse Aventicum–Petinesca. Die erste sichere Erwähnung des Ortsnamens als Merzelingen stammt aus dem Jahre 1278; wahrscheinlich ist er auch durch eine nur als Abschrift aus dem frühen 15. Jahrhundert erhaltene Urkunde von 1261/63 als Mercin bezeugt. Es handelt sich wahrscheinlich um eine ursprünglich lateinische Bildung zum Personennamen Mercius mit dem Ortsnamensuffix -anum, die später an die im deutschen Sprachraum zahlreichen Namen auf -ingen angeglichen wurde.
Seit 1398 gehörte das Gericht Merzlingen zum Gerichtsviertel Hermrigen der Berner Landvogtei Nidau. Das Dorf war bis 1947 zu Bürglen kirchengenössig, seither zu Worben.

## Politik
Bei den Nationalratswahlen 2023 betrugen die Wähleranteile in Merzligen (in Klammern die Veränderung im Vergleich zu den Wahlen 2019 in Prozentpunkten): SVP 31,09 % (+2,09), SP 13,74 % (−1,02), Grüne 10,33 % (−3,94), FDP 10,30 % (−0,30), glp 9,77 % (−0,57), Mitte 9,19 % (−3,98), EVP 5,00 % (+0,16), EDU 4,51 % (+3,83), SD 0,05 % (−0,14).

### Gemeindepartnerschaft
Seit 1992 unterhält Merzligen eine Partnerschaft mit der tschechischen Gemeinde Jamné im Bezirk Iglau an der böhmisch-mährischen Grenze.

## Versorgung
Wasser
Merzligen ist eine Verbandsgemeinde der Seeländischen Wasserversorgung.